# 大東遅沢テレビ中継局
大東遅沢テレビ中継局（だいとうおそざわテレビちゅうけいきょく）は、岩手県一関市の旧大東町域に設置されているテレビ中継局。

## 所在地
- 一関市大東町中川字清水（向鞍山麓）

## 中継局概要

### デジタルテレビ放送
| リモコン 番号                                            | 放送局名               | チャンネル 番号 | 空中線 電力 | ERP   | 偏波面   | 放送対象地域 | 放送区域 内世帯数 | 運用開始日      |
| -------------------------------------------------------- | ---------------------- | --------------- | ----------- | ----- | -------- | ------------ | ----------------- | --------------- |
| 1                                                        | NHK 盛岡総合           | 26              | 100mW       | 320mW | 水平偏波 | 岩手県       | 約134世帯         | 2010年 11月30日 |
| 2                                                        | NHK 盛岡教育           | 43              | 100mW       | 350mW | 水平偏波 | 全国         | 約134世帯         | 2010年 11月30日 |
| 4                                                        | TVI テレビ岩手         | 59 → 47         | 100mW       | 310mW | 水平偏波 | 岩手県       | 約134世帯         | 2010年 11月30日 |
| 5                                                        | IAT 岩手朝日テレビ     | 30              | 100mW       | 320mW | 水平偏波 | 岩手県       | 約134世帯         | 2010年 11月30日 |
| 6                                                        | IBC 岩手放送           | 60 → 45         | 100mW       | 320mW | 水平偏波 | 岩手県       | 約134世帯         | 2010年 11月30日 |
| 8                                                        | mit 岩手めんこいテレビ | 61 → 49         | 100mW       | 310mW | 水平偏波 | 岩手県       | 約134世帯         | 2010年 11月30日 |
| ※ 矢印の左側はリパック実施前に使用されていたチャンネル。 |                        |                 |             |       |          |              |                   |                 |

- 所在地： 一関市大東町中川（向鞍山麓）[1][5]
- 放送区域： 一関市の一部[1][2]
- 2010年9月28日に予備免許が交付され[6][7]、10月下旬に試験電波を発射[7]。11月25日に本免許が交付され[3]、11月30日に本放送を開始した[3]。
- 当初、IAT以外の民放局には中継局開設予定がなく[8]、2009年9月30日にロードマップが修正された[9]後も、民放局の中継局は自力建設困難とされていた[10]が、国の「無線システム普及支援事業（デジタルテレビ中継局整備事業）」による補助金の交付対象となり[11]、開設されることになった。

### アナログテレビ放送
| チャンネル 番号 | 放送局名               | 空中線 電力          | ERP                  | 偏波面   | 放送対象地域 | 放送区域 内世帯数 | 運用開始日 |
| --------------- | ---------------------- | -------------------- | -------------------- | -------- | ------------ | ----------------- | ---------- |
| 39              | IAT 岩手朝日テレビ     | 映像500mW/ 音声125mW | 映像1.95W/ 音声490mW | 水平偏波 | 岩手県       | 約100世帯         | -          |
| 45              | NHK 盛岡総合           | 映像500mW/ 音声125mW | 映像1.95W/ 音声490mW | 水平偏波 | 岩手県       | 約100世帯         | -          |
| 47              | NHK 盛岡教育           | 映像500mW/ 音声125mW | 映像1.95W/ 音声490mW | 水平偏波 | 全国         | 約100世帯         | -          |
| 49              | IBC 岩手放送           | 映像500mW/ 音声125mW | 映像1.95W/ 音声490mW | 水平偏波 | 岩手県       | 約100世帯         | -          |
| 51              | TVI テレビ岩手         | 映像500mW/ 音声125mW | 映像1.95W/ 音声490mW | 水平偏波 | 岩手県       | 約100世帯         | -          |
| 53              | mit 岩手めんこいテレビ | 映像500mW/ 音声125mW | 映像1.95W/ 音声490mW | 水平偏波 | 岩手県       | 約100世帯         | -          |

- 所在地： デジタルテレビ放送に同じ
- 2011年7月24日をもってすべて廃止される予定だったが、3月11日に発生した東日本大震災の影響により、2012年3月31日に延期された。
- 他地域中継局の地デジ本放送開始に際して、混信防止のために一部チャンネルでアナアナ変換が行われた。